# Буэнгу, Андре
Андре Буэнгу (порт. André Buengo; род. 11 февраля 1980, Луанда, Ангола) — ангольский футболист, выступавший на позиции нападающего за сборную Анголы и целый ряд клубов.

## Клубная карьера
Во взрослом футболе дебютировал в 2000 году выступлениями за любительскую команду клуба «Олимпик Сан-Куентен», в котором провел один сезон и принял участие в 31 матче чемпионата. С 2001 по 2002 годы выступал в составе клуба из второй лиги «Васкеаль».
С 2002 года играл в составе команды клуба «Кретей». Своей игрой за последнюю команду привлек внимание представителей тренерского штаба клуба «Гренобль», к составу которого присоединился в 2003 году. Сыграл за команду из Гренобля следующие два сезона своей игровой карьеры. Всего во второй лиге сыграл 73 матча и отметился 13 голами. По завершении контракта с швейцарским «Ксамаксом» перешел во французский «Клермон». Болельщики клуба неоднократно называли его лучшим игроком команды, но вскоре перешел в ФК «Амьен». В новом клубе Буэнгу также стал ключевым игроком основного состава.
В сезоне 2007/08 годов Тити впервые в своей карьере стал лучшим бомбардиром клуба, а также занял 4-е место в списке бомбардиров второй лиги. По итогам чемпионата команда заняла 3-е место.
После завершения контракта с клубом «Аймен», в 2008 году Тити подписал двухлетний контракт с клубом «Труа», который поставил задачу по итогам сезона выйти в первую лигу. Однако результаты клуба были провальными и он не только не повысился в классе, но и вылетел в третью лигу. Буэнгу провел хороший сезон и отметился 11 голами в 27 матчах чемпионата и стал лучшим бомбардиром клуба.
Следующий сезон Тити начал в составе «Труа» в французской лиге (4 гола в 10 матчах), но 19 октября 2009 года подписал контракт с «Шатору» до завершения сезона. В составе этой команды дебютировал очень удачно, отметился 4 голами в 3 матчах. По итогам сезона занял 8-е место в списке лучших бомбардиров второй лиги (13 голов в 27 матчах).
23 июля 2010 года подписал двухлетний контракт с ФК «Тур», который выступал во французской второй лиге. В новом клубе перед ним стояла очень трудная задача: заменить Оливье Жиру, который перешел в «Монпелье». Большинство времени, проведённого в составе «Тура», был основным игроком атакующего звена команды. В течение двух сезонов в «Туре» отметился 13 голами в 49 матчах. По завершении сезона 2011/12 годов контракт Буэнгу с клубом не был продолжен, поэтому ангольский футболист покинул «Тур» на правах свободного агента.
После этого выступал в греческом клубе «Олимпиакос» (Волос) и малайзийском ФК «Пенанг».

## Карьера в сборной
1 марта 2006 года дебютировал в составе национальной сборной Анголы в товарищеском матче против Южной Кореи. В составе сборной был участником чемпионата мира 2006 года в Германии и Кубка африканских наций 2006 года в Египте. В течение карьеры в национальной команде, которая длилась 5 лет, провел в основном составе команды страны 7 матчей.